# قره‌بلاغ (شهرستان بادکند)
قره‌بلاغ (به لاتین: Kara-Bulak) یک قشلاق در قرقیزستان است که در شهرستان بادکند واقع شده‌است. قره‌بلاغ ۲٬۶۶۴ نفر جمعیت دارد.